# Топольне (Сімферопольський район)
То́польне (крим. Topolne) — село (до 2007 — селище) в Україні, Сімферопольському районі Автономної Республіки Крим.

## Географія
Топольне розташоване на півдні району, в першому поздовжньому зниженні Внутрішньої гряди Кримських гір. Відстань до Сімферополя близько 6 кілометрів, сусідні села — Партизанське за 800 м на південний захід і Костянтинівка, також за 800 м на північний схід.

## Динаміка чисельності населення
- 1989 — 170 осіб.
- 2001 — 211 осіб.